# Darcyanthus
Darcyanthus, monotipski biljni rod iz porodice pomoćnica ili krumpirovki. Jedina vrsta je D. spruceanus
Rod je opisan je u Novon 21(1): 47. 2011.

## Opis
Monotipskom rodu Darcyanthus staništa su nizinska područja, uključujući amazonsku šumu u Peruu, Boliviji i Brazilu. Smatra se najmanje zabrinjavajućom vrstom.

## Sinonimi roda i vrste
- Darcya Hunz.; Bol. Soc. Argent. Bot., 35(1-2): 167 (2000) (homonym, non Turner & Cowan 1993)
- Darcyanthus Hunz.; Bol. Soc. Argent. Bot., 35(3-4): 345 (2000), nom. nov.
- Brachistus spruceanus (Hunz.) D´Arcy; L. Brako & J. L. Zarucchi, Cat. Flow. Pl. Gymn. Peru (Monogr. Syst. Bot. Missouri Bot. Gard., 45): 1259 (1993)
- Chamaesaracha spruceana (Hunz.) Hunz.; Lorentzia 8: 8 (1995)
- Darcya spruceana (Hunz.) Hunz.; Bol. Soc. Argent. Bot., 35(1-2): 167 (2000)
- Darcyanthus spruceanus (Hunz.) Hunz.; Bol. Soc. Argent. Bot., 35(3-4): 345 (2000)
- Physalis spruceana Hunz.; Kurtziana 1: 208 (1961)